# 8041 Масумото
8041 Масумото (8041 Masumoto) — астероїд головного поясу, відкритий 15 листопада 1993 року.
Тіссеранів параметр щодо Юпітера — 3,351.